# The Supermen
The Supermen é uma canção escrita por David Bowie, a última faixa de seu álbum The Man Who Sold the World (1970). Assim como a maior parte das canções deste disco, "The Supermen" é baseada em figuras literárias como H. P. Lovecraft e no conceito de Super Homem de Friedrich Nietzsche.